# Jean-Claude Fournier
Jean-Claude Fournier (Parijs, 21 mei 1943) staat bekend als tekenaar en scenarist van Robbedoes en Kwabbernoot. 

## Biografie
Fournier was van kind af aan geïnteresseerd in tekenen en toneelspelen. Overdag tekende hij dan ook veel, terwijl hij 's avonds een toneelopleiding volgde. 
In 1965 ontmoette hij Franquin. Franquin adviseerde Fournier om zijn tekeningen aan de redactie van het striptijdschrift Robbedoes te laten zien. Fournier maakte onder andere vanaf 1967 de strip Bizu voor dit blad.
Vanwege de tekenstijl van Fournier vroeg uitgever Charles Dupuis hem om de strip Robbedoes en Kwabbernoot over te nemen. Van 1968 tot 1980 verschenen er in totaal negen Robbedoes-albums van zijn hand; daarna ontnam uitgeverij Dupuis hem de reeks omdat Fournier met de reeks een richting uitging waar de uitgever niet achterstond. 
Fournier kon geen afscheid nemen van zijn oude reeks Bizu en besloot diverse malen om deze strip weer op te pakken. Ook maakte hij van 1990 tot 1994 samen met scenarist Zidrou de serie De Kannibrallen.
In 2014 werd Fournier benoemd tot ridder in de Franse Orde van Kunsten en Letteren.